# William Francis Allen
William Francis Allen (Northborough, Massachusetts, 5 de setembro de 1830 – 9 de dezembro de 1889) foi um erudito americano, editor do primeiro livro de canções de escravos dos Estados Unidos.

## Biografia
Allen nasceu em Northborough, Massachusetts em 1830. Graduou-se no Harvard College em 1851. Posteriormente viajou e estudou na Europa. Um unitário, considerou o ministério antes de decidir seguir uma carreira literária e acadêmica. Em 1856, tornou-se diretor-assistente na English and Classical School em West Newton, Massachusetts. Em 1863-4, durante a Guerra Civil, ele e sua esposa, Mary Lambert Allen, mantinham uma escola para os escravos recém-emancipados nas ilhas oceânicas da Carolina do Sul. Em 1864-5, trabalhou como agente sanitário entre os refugiados de guerra negros no Arkansas. Após a guerra, ensinou no Antioch College, e em 1867, se tornou professor de línguas antigas e de história (em seguida de latim e de história de Roma) na Universidade do Wisconsin-Madison. Morreu em dezembro de 1889.
Escreveu muitos artigos para jornais e revistas. Suas contribuições para os estudos clássicos, consistem principalmente de livros didáticos publicados nas séries Allen (seu irmão) e Greenough. A Slave Songs of the United States, uma coleção de música afro-americana publicada em 1867, da qual foi coeditor, foi inspirada em seu trabalho entre os libertos e foi o primeiro livro do gênero até então publicado.